# É Fada!
É Fada! é um filme de comédia brasileiro baseado no livro Uma Fada Veio Me Visitar da escritora Thalita Rebouças. Foi dirigido por Cris d'Amato, com produção de Daniel Filho, roteiro de Patrícia Andrade, Fernando Ceylão e Sylvio Gonçalves e estrelado por Kéfera Buchmann e Klara Castanho. Foi lançado nos cinemas do Brasil em 6 de outubro de 2016. Em dezembro de 2016 iniciou a pré-venda do DVD e o lançamento ocorreu em 12 de janeiro de 2017.

## Sinopse
Geraldine (Kéfera Buchmann) é uma fada que perdeu suas asas por utilizar métodos pouco convencionais em suas missões. Sua última chance para recuperá-las será a missão "Julia" (Klara Castanho). Julia foi criada somente pelo pai, com muito amor e poucos recursos. Depois de anos, a mãe retorna e passa a questionar a educação de Julia. Eis que surge Geraldine para ajudá-la a vencer os preconceitos e estabelecer novas amizades. Mas Geraldine continua atrapalhada e Julia logo descobrirá que nem todas as fadas são iguais.

## Elenco
- Kéfera Buchmann como Fada Geraldine
- Klara Castanho como Julia Ribeiro Pontes
- Sílvio Guindane como Vicente Pontes
- Mariana Santos como Alice
- João Fernandes como Pedro
- Bruna Griphao como Verônica
- Bel Moreira como Ingrid
- Clara Tiezzi como Priscila
- Christian Monassa como Maureba
- Junior Vieira como Duende Ankô

Participações especiais
- Marcelo Escorel como Pai de Pedro
- Carla Daniel Hermínia
- Thalita Carauta como Mestra
- Aramis Trindade como Arlindo
- Narjara Turetta como Professora Margareth
- Claudia Mauro como Professora de dança
- Luísa Thiré como Professora de inglês
- Otávio Martins como Johnny
- Lorena Comparato como Paty
- Apollo Costa como Bocão
- Michelle Oliveira como Gótica
- Vitor Colman como Beto

## Produção

### Antecedentes
Uma primeira foto do diretor e produtor Daniel Filho mostra uma reunião do longa, inspirado no livro Uma Fada Veio Me Visitar, de Thalita Rebouças. A direção é de Cris d'Amato, que contou os detalhes do projeto numa entrevista ao site UOL. Um vídeo divulgado na conta do diretor, produtor e roteirista mostrou como foi a reunião sobre o filme. Inicialmente o filme se chamaria Uma Fada Veio Me Visitar. O primeiro empréstimo cobrindo o orçamento do filme foi liberado pelo Governo do Brasil através da Agência Nacional do Cinema (ANCINE) com um valor 8.5 milhões de reais. Depois foi reduzido para 6 milhões. Por fim, o filme foi produzido com 3 milhões de reais.
Para o papel, nomes como Tatá Werneck e Paulo Gustavo foram cotados, mas Kéfera Buchmann foi quem acabou sendo escolhida. Nas redes sociais, Kéfera Buchmann contou que teve que ficar mais tempo que o de costume no Rio de Janeiro por conta do longa.
As gravações foram encerradas no final de fevereiro de 2016.

## Divulgação
Em 1º de agosto de 2016, Kéfera publicou em sua conta do Instagram a primeira imagem de seu filme com ela caracterizada como a personagem Geraldine. Em 2 de agosto de 2016, Kéfera liberou em seu canal no YouTube o primeiro trailer do filme.

### Pré-estreia
Na noite de segunda-feira (26 de setembro de 2016) aconteceu a pré-estreia  do filme em São Paulo, com a presença de todo o elenco, de YouTubers e uma multidão de pessoas. Antes da exibição de cada sessão, algumas pessoas conseguiram ingressos e pôsteres autografados. Kéfera foi em cada sala apresentar o filme e conversar com o público sobre as expectativas e como foi o processo.
Na quarta-feira, dia 28 de setembro, a pré-estreia foi no Rio de Janeiro, no Cinemark Metropolitano Barra. A imprensa se reuniu na sala de número 3, onde Kéfera, todo o elenco e a produção iriam conversar com os jornalistas. Klara Castanho, que falou sobre a alegria de estar ali presente, disse: "É uma realização de sonho muito grande. Uma coisa que era tão distante, abstrata, agora nasceu! É um filme que foi feito com muito carinho, empenho e todos envolvidos gostaram muito de fazer".

## Controvérsias
No início de agosto de 2016 foi divulgado o primeiro trailer do filme. Nele o cachorro da Kéfera, Vilma, aparece falando e Kéfera questiona: "Que p.... é essa?". Após o lançamento do trailer, o filme recebeu do Sistema de Classificação Indicativa Brasileiro o rótulo de impróprio para crianças (restrito para menores de 12 anos). Daniel Filho questionou: "É um absurdo! Esta palavra, inclusive, é dita todo domingo à tarde pelo Faustão".

## Recepção

### Crítica
No agregador de críticas do AdoroCinema, o filme tem uma nota média de 1,4/5 calculada com base em 5 comentários da imprensa. Lucas Salgado, em sua crítica para o AdoroCinema, avaliou É Fada! como "fraco", escrevendo: "[O filme] falha de forma incontestável. A tentativa de buscar este público jovem, mas acostumado com a linguagem rápida e quase sem filtros do YouTube/Snapchat é evidente, mas é prejudicada por uma história rasa, sem conflitos e má desenvolvida". Patricia Gomes, analisando o filme para o Omelete, disse: "A sacada da seleção brasileira e os palavrões falados pela fada logo no início do filme chegam a dar uma leve empolgação nos mais velhos, mas para por aí. O desenvolvimento da história é um tanto quanto infantil, mesmo para os seguidores de Kéfera. As gírias jovens estão lá (...) Temos até 'Easter eggs' para os mais fãs (...) O roteiro atropelado, porém, desboca em soluções simples e inocentes demais para um longa que na teoria é focado no público adolescente".

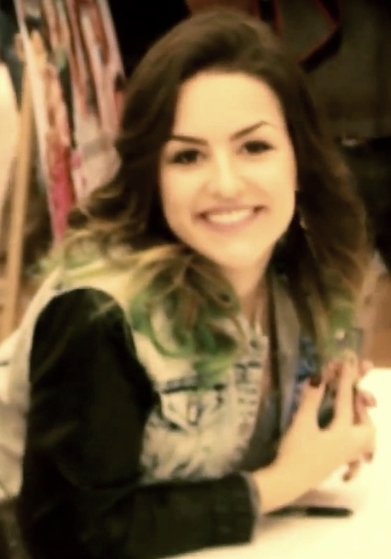
A atuação de Kéfera Buchmann no filme como a fada Geraldine recebeu críticas mistas, sendo particularmente elogiada por sua caloura interpretação. Porém, em ultima análise, recebeu avaliações negativas por terminar seu papel de forma superficial, fraca e extrínseca.

 Marina Galeano, para a Folha de S.Paulo, disse que Kéfera "se sai bem na telona", mas "não salva roteiro que lembra capítulo de Malhação".
Rafael Aloi, para a revista Veja, também elogiou o desempenho de Kéfera, mas criticou o final do filme, dizendo que acaba de modo "bizarro e repentino, com um clímax tosco e ainda com menos sentido que o resto da história".
Pablo Villaça do Cinema em Cena destacou negativamente referências do filme para outros, como um "contrazoom numa cena que traz Luna caminhando na rua, usando o efeito criado por Hitchcock para Vertigo (1958)" e uma cena com "uma dança que envolve personagens agindo de maneira completamente oposta aos seus comportamentos anteriores apenas para sugerir uma redenção artificial de Little Miss Sunshine (2006)".

### Bilheteria
No seu primeiro final de semana, É Fada! foi o segundo filme mais assistido atrás apenas de O Lar das Crianças Peculiares (Miss Peregrine's Home for Peculiar Children) no topo das bilheterias brasileiras pela segunda semana seguida. É Fada! arrecadou 5 milhões de reais com 368 mil bilhetes vendidos no primeiro final de semana e 15 milhões de reais com 1 milhão de espectadores apenas na primeira semana. Sua exibição em 77% dos cinemas nacionais e 22% das salas fez o filme ser a maior estreia do fim de semana. A partir da segunda semana, com a grande maioria do público já tendo assistido ao filme, o número de bilhetes vendidos de É Fada! passou a cair consecutivamente. Sua receita foi de 16,7 milhões, com um total de 1,699,744 milhões de espectadores em todo o Brasil.

## Trilha sonora
É Fada! — Trilha Sonora Oficial foi lançada em 7 de outubro de 2016 pela Warner Music Brasil.
A trilha sonora do filme É Fada! conta com 12 faixas, incluindo "Sim ou Não" e "Cravo e Canela" de Anitta, "O Mundo É Nosso" de MC Duduzinho, faixas inéditas de Ludmilla e MC Guimê, entre outras. Além dos grandes destaques do álbum que são as duas faixas da Kéfera Buchmann, "É Fada" e "Eu Sou Fadona" (que foi lançada pela YouTuber em seu canal, em 20 de setembro de 2016, dezesseis dias antes do lançamento do longa), Kéfera publicou em sua conta do YouTube o videoclipe do tema oficial do filme, que também entrou para a trilha sonora em CD.
Em 13 de outubro de 2016, Kéfera foi entrevistada no Programa do Porchat, onde interpretou a faixa "Eu Sou Fadona". No primeiro dia do evento "DSX", em 30 de outubro, Kéfera surpreendeu todo mundo ao surgir no palco com um look de diva do pop e soltando a voz ao som de "Eu Sou Fadona".
| CD • Download digital |                                       |                       |         |  |
| N.º                   | Título                                | Música                | Duração |  |
| 1.                    | "Eu Sou Fadona"                       | Kéfera Buchmann       | 2:14    |  |
| 2.                    | "É Fada"                              | Kéfera Buchmann       | 2:47    |  |
| 3.                    | "Sim ou Não" (participação Maluma)    | Anitta                | 3:26    |  |
| 4.                    | "Not This Time"                       | Laura Pieri           | 4:29    |  |
| 5.                    | "Cheguei"                             | Ludmilla              | 2:54    |  |
| 6.                    | "O Mundo É Nosso"                     | MC Duduzinho          | 3:15    |  |
| 7.                    | "Caio no Suingue"                     | Pedro Luís & A Parede | 3:32    |  |
| 8.                    | "Preciso Poder"                       | Clarence              | 3:33    |  |
| 9.                    | "Lance Proibido"                      | Letticia              | 2:39    |  |
| 10.                   | "Fato Raro"                           | MC Guimê              | 2:30    |  |
| 11.                   | "Tá Tudo Errado"                      | Ludmilla              | 3:00    |  |
| 12.                   | "Cravo e Canela" (participação Vitin) | Anitta                | 3:20    |  |
| Duração total:        | Duração total:                        | Duração total:        | 0:37:42 |  |